# スーパーアゴニスト

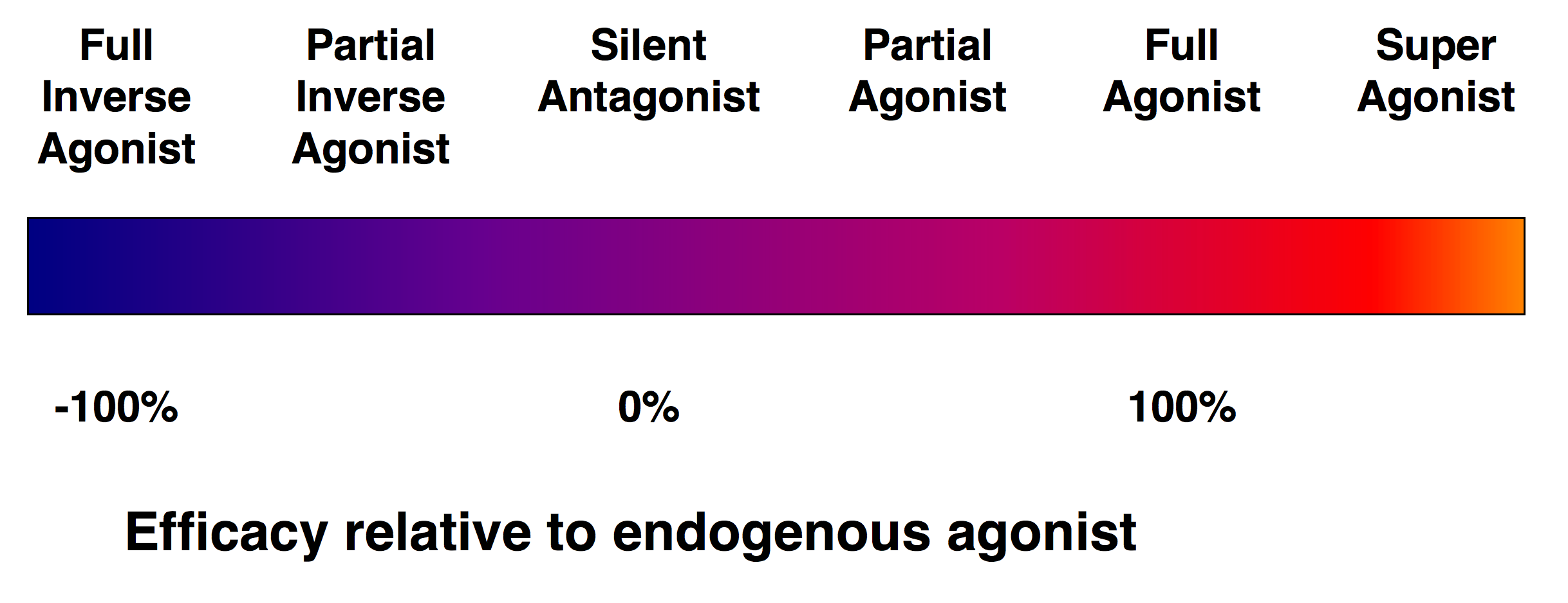
受容体リガンドの有効スペクトル。

薬理学の分野において、スーパーアゴニスト（英語: superagonist）とは、標的受容体に対して内因性アゴニストよりも大きな最大応答をもたらすことができるアゴニストの一種で、100％以上の効力を有する。例えば、ゴセレリンはゴナドトロピン放出ホルモン受容体のスーパーアゴニストである。